# Sissonne
Sissonne település Franciaországban, Aisne megyében. Lakosainak száma 2061 fő (2022. január 1.). Sissonne Amifontaine, Chivres-en-Laonnois, Lappion, La Malmaison, Marchais, Montaigu, Nizy-le-Comte, Saint-Erme-Outre-et-Ramecourt, Sainte-Preuve és La Selve községekkel határos.

## Népesség
A település népessége az elmúlt években az alábbi módon változott:
| Lakosok száma | 2405 | 2229 | 2315 | 2242 | 2072 | 2096 | 2055 | 2034 | 2062 | 2061 |
|               | 1968 | 1982 | 1990 | 2006 | 2013 | 2015 | 2017 | 2019 | 2020 | 2022 |